# KRTAP4-5
KRTAP4-5 (англ. Keratin associated protein 4-5) – білок, який кодується однойменним геном, розташованим у людей на 17-й хромосомі. Довжина поліпептидного ланцюга білка становить 181 амінокислот, а молекулярна маса — 19 363.
| 10         |  | 20         |  | 30         |  | 40         |  | 50         |
| ---------- |  | ---------- |  | ---------- |  | ---------- |  | ---------- |
| MVSSCCGSVS |  | SEQSCGLENC |  | CRPSCCQTTC |  | CRTTCCRPSC |  | CKPQCCQSVC |
| YQPTCCHPSC |  | CISSCCRPYC |  | CESSCCRPCC |  | CQTTCCRTTC |  | CRTTCCCPSC |
| CVSSCCRPQC |  | CQSVCCQPTC |  | CRPSCCISSC |  | CHPSCCESSC |  | CRPCCCVRPV |
| CGRVSCHTTC |  | YRPTCVISTC |  | PRPLCCASSC |  | C          |  |            |

A: Аланін

C: Цистеїн

E: Глутамінова кислота

G: Гліцин

H: Гістидин

I: Ізолейцин

K: Лізин

L: Лейцин

M: Метіонін

N: Аспарагін

P: Пролін

Q: Глутамін

R: Аргінін

S: Серин

T: Треонін

V: Валін